# 日奈久溫泉

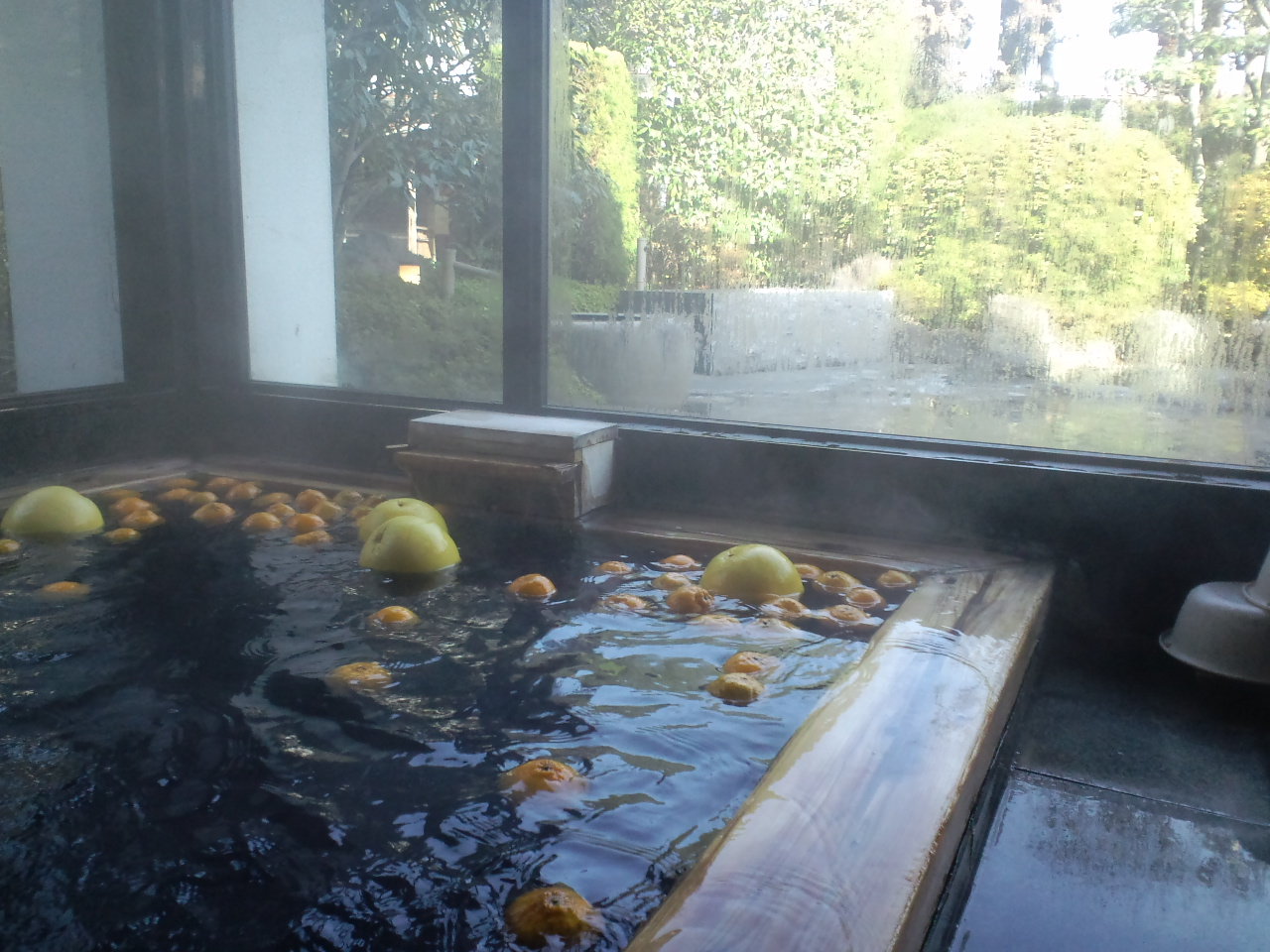
晩白柚溫泉

日奈久溫泉（ひなぐおんせん）是熊本縣八代市的溫泉，因詩人種田山頭火而知名。

## 泉質
弱鹼性單純泉。

## 溫泉街
旅館街沿面向天草諸島的不知火海（八代海）海岸分布。

## 關連項目
- 溫泉番付
- 日奈久町

## 外部連結
- 日奈久温泉旅館組合 （页面存档备份，存于）